# コロンビア大学国際公共政策大学院
コロンビア大学国際公共政策大学院（英語: School of International and Public Affairs、SIPA）は、1946年に設立されたコロンビア大学の大学院で、米国ニューヨーク市マンハッタンの北西部にある。
同校は、国際関係や公共問題を研究する機関として、国内はもとより世界でも常にトップクラスにランクされている。また、US NewsのBest Public Affairs Schools（Global Policy and Administration Programs）（2019、2020、2021、2022）のランキングで第1位となっており、ハーバード大学ケネディスクール（HKS）、プリンストン大学ウッドロー・ウィルソンスクール（SPIA、旧WWS）と並び国際公共政策分野における世界最高峰の公共政策大学院の一つ。また、各年度十名程度の日本人が在籍している。

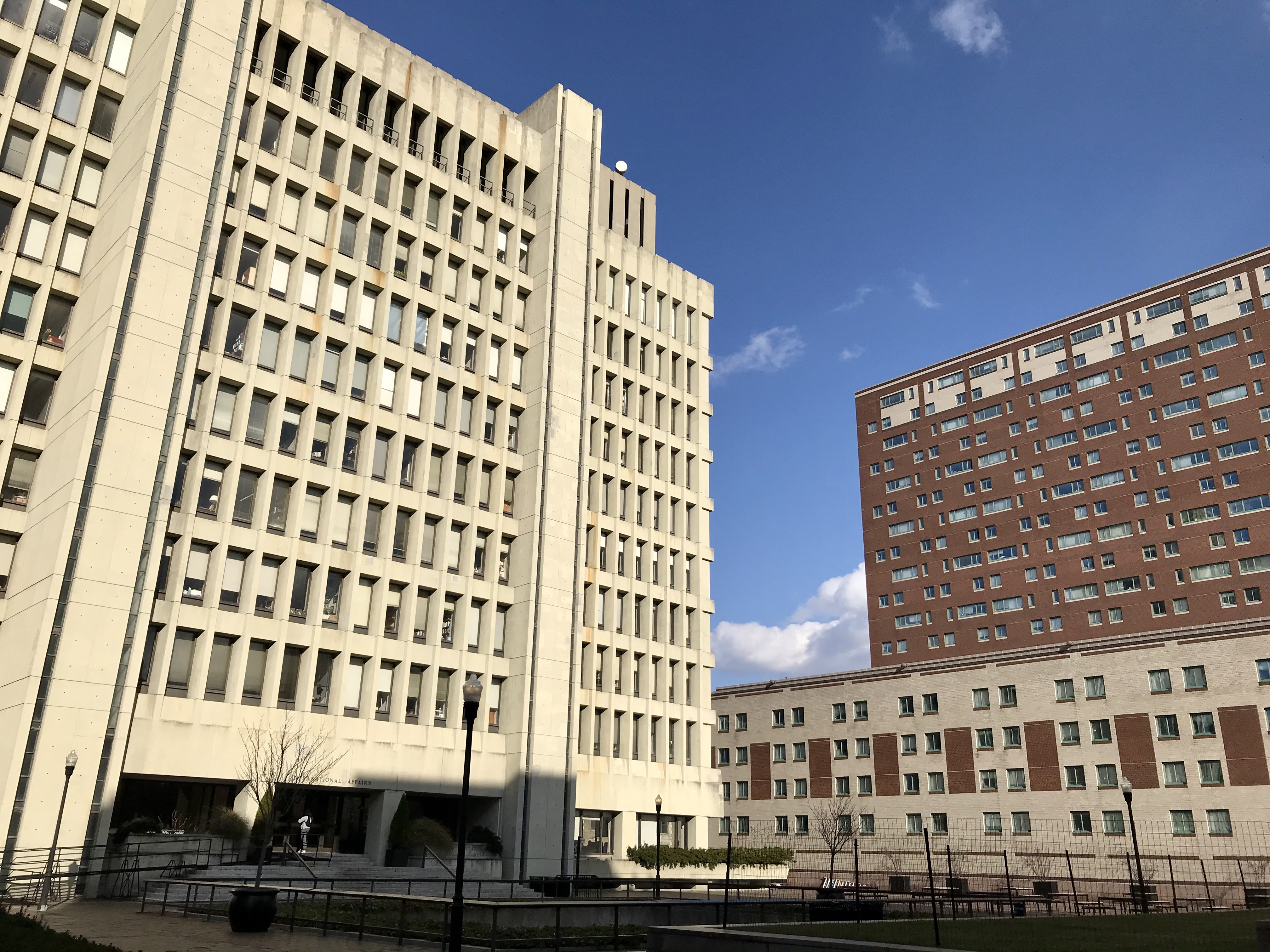
コロンビア大学国際公共政策大学院（外観）

## 概要
コロンビア大学国際公共政策大学院の特徴は、世界が繋がる場所”Where the World Connects”が表すように、著名な学者や政策専門家からの新しいアイデアや複数の専門分野や視点にまたがることによって、理論と実践の橋渡しをし、重要なグローバル問題の解決策を進めていくことを強調しているところである。
次の学位を取得するプログラムを提供する。
- Master of International Affairs (MIA) - 国際関係論修士
- Master of Public Administration (MPA) - 公共政策学修士
- Executive MPA
- Ph.D.

SIPAの卒業生には、元国家元首、ビジネスリーダー、ジャーナリスト、外交官、議員などがいて、元米国務長官のマデレーン・オルブライト氏など、政界や官界あるいは国際機関で活躍する人物を多く輩出している。また、学生約1,400人うちの約半数が100か国以上からの留学生である。 70名以上の常勤の教員がおり、その多くは、ジョセフ・E・スティグリッツなど国際関係、経済学に関する世界有数の学者で構成されている。また、元大統領等が教鞭を取ることも多い。
ビジネススクールやロースクールなどといった各大学院とも連携し多様な授業を提供しており、学際的な教育・研究体制を構築している。その知名度とコネクションを生かして、定期的に世界各国の大統領や首相、政府高官を招いた講演会が開かれるなど、学外へのアウトリーチの高さでも知られる。近年は社会起業家の育成でも先進的な取組を進めており、Share The Meal創業者のマッシミリアーノ・コスタを始め数多くの社会起業家を輩出している。　

## 著名な修了生
- マデレーン・オルブライト：元米国国務長官
- ジョゼ・ラモス＝ホルタ：元東ティモール首相、ノーベル平和賞受賞
- サリム・アハメド サリム： 元アフリカ統一機構(OAU)事務局長、元タンザニア首相
- イブラヒム・ガンバリ：元ナイジェリア外務大臣
- ハワード・ウォーレン・バフェット：元オバマ大統領政策アドバイザー
- カリーヌ・ジャン＝ピエール：ホワイトハウス報道官
- ビル・デブラシオ：ニューヨーク市長
- アイナ・ドリュー：JPモルガン・チェース最高投資責任者
- エリック・ガルセッティ：ロサンゼルス市長（歴代最年少）
- リチャード・ミルズ・スミス：Newsweek誌CEO
- ケイティ・ジェイコブス・スタントン：twitter社国際メディア戦略責任者
- 足立康史：衆議院議員
- 稲富修二：衆議院議員
- 大谷美紀子：弁護士
- 上山 千穂：テレビ朝日アナウンサー
- 大崎麻子：ジェンダー・開発政策専門家
- 加藤鮎子：衆議院議員
- 桑原りさ：フリーアナウンサー
- 小西洋之：衆議院議員
- 金野索一：日本政策学校学長
- 佐藤ゆかり：衆議院議員
- 椎名毅：弁護士、前衆議院議員
- 重徳和彦：衆議院議員
- 真正 カルナ：元CNNアンカー
- 高瀬弘美：参議院議員
- 高橋浩祐：ジャーナリスト
- 辻清人：衆議院議員
- 中曽根康隆：衆議院議員
- 中野洋昌：衆議院議員
- 中室牧子：慶応義塾大学総合政策学部教授
- 西野太亮：衆議院議員
- 御法川信英：衆議院議員